# Moulins à vent du Champ des Îles
Les moulins à vent de Varennes-sur-Loire sont deux moulins situés en France sur la commune de Varennes-sur-Loire, dans le département de Maine-et-Loire en région Pays de la Loire.
Tous deux font l'objet d'une inscription commune au titre des monuments historiques depuis le 28 mars 1977.

## Localisation
Les moulins sont situés dans le département français de Maine-et-Loire, sur la commune de Varennes-sur-Loire.

## Historique
Les édifices sont inscrits au titre des monuments historiques en 1977.